# Langage unaire
En théorie des langages, en théorie de la complexité, un langage unaire est un langage qui ne contient que des mots sur une seule et même lettre, généralement notée 1.

## Exemple
- {1, 11, 1111, 1111111} est un langage unaire.
- {1k | k est premier} est un langage unaire.

## Théorie de la complexité
La classe de complexité de tous les langages unaires s'appelle TALLY.  TALLY est inclus dans P/poly. En 1978, Berman a montré que s'il existe un langage unaire qui est NP-complet, alors P = NP. Les langages unaires sont des langages creux, et ce résultat a été généralisé par Manahey aux langages creux : s'il existe un langage creux qui est NP-complet, alors P = NP.